# Панталеон
Панталеон (на старогръцки: Πανταλέων)е владетел на части от Гръко-бактрийското царство и Индо-гръцкото царство, вероятно за няколко години между 190 и 180 г. пр.н.е.

## Произход и управление
Неясно е дали е бил брат или друг сродник на Деметрий I и един от неговите вице-владетели, или просто е бил местен узурпатор.
Под контрола на Панталеон за известен период се намират Арахозия, Гандхара и Паропамисада. След или заедно с него управлява Агатокъл (неизвестно дали узурпатор, брат, син или друг роднина), победен и свален по-късно от Евкратид I.
През неговото управление са издавани монети с надписи на индийски и на гръцки, вероятно с цел да привлече подкрепата на местното население. Заедно с Агатокъл създава единствените до 19 век монети от никел.